# هوسکینس (نبراسکا)
هوسکینس(به انگلیسی: Hoskins) شهری در ایالت نبراسکا کشور ایالات متحده آمریکا است که جمعیت آن در سرشماری سال ۲۰۱۰ میلادی، ۲۸۵ نفر بوده‌است.